# 龍が如く 劇場版
『龍が如く 劇場版』（りゅうがごとく げきじょうばん、英題：Like a Dragon）は、PlayStation 2用ゲームソフト『龍が如く』を、『着信アリ』『妖怪大戦争』などを手掛けた映画監督の三池崇史が実写映像化した作品。2007年3月3日から東映系で上映していた。

## キャスト
- 桐生一馬：北村一輝
- 真島吾朗：岸谷五朗
- 悟：塩谷瞬
- 唯：サエコ
- 澤村遥：夏緒
- 一輝：加藤晴彦
- 澤村由美/美月：高岡早紀
- 野口刑事：哀川翔[注 1]
- 朴徹：コン・ユ
- 伊達真（四課刑事）：松重豊
- 理髪店店主：田口トモロヲ
- 錦山彰（東城会）：真木蔵人
- 武器屋：荒川良々
- 今西（銀行強盗犯）：遠藤憲一[注 2]
- 中西（銀行強盗犯）：ムロツヨシ
- 神宮京平：名越稔洋（クレジット上は「ミスターN」名義）
- 風間新太郎（東城会）：塩見三省

## スタッフ
- 原作：SEGA
- 監督：三池崇史
- 製作総指揮：岡村秀樹
- 共同製作：金周成、松下順一
- エグゼクティブプロデューサー：名越稔洋、梅村宗宏
- プロデューサー：土川勉、前田茂司
- アソシエイトプロデューサー：植村幸司
- アシスタントプロデューサー：佐治幸宏
- CGIプロデューサー：坂美佐子
- ラインプロデューサー：小松俊喜
- 脚本：十川誠志
- 撮影：山本英夫（J.S.C）
- 照明：小野晃
- 美術：稲垣尚夫
- 録音：小原善哉
- 編集：島村泰司
- 音響効果：柴崎憲治
- 装飾：山田好男
- スタイリスト：安野ともこ
- CGIディレクター：太田垣香織
- 助監督：加藤文明、仰木豊
- 制作担当：善田真也
- 音楽：遠藤浩二
- 小道具：白田雅子
- ヘアメイク：鷲田知樹
- 衣裳：天野多恵
- 肌絵師：田中光司
- スタントコーディネーター：出口正義
- カースタント：野呂慎治
- 特殊効果：鳴海聡
- ガンエフェクト：ビル横山
- 空撮コーディネート：八川正
- 空撮カメラマン：横山一隆
- 空撮HDエンジニア：関祥海
- スチール：池田岳史
- メイキング監督・撮影：市野龍一
- メイキング編集：豊田賀正
- タイトル：津田輝王
- CG：オー・エル・エム
- 現像：IMAGICA
- スタジオ：日活撮影所
- 制作協力：楽映舎
- 配給：東映
- 製作：SEGA、アートポート、CJ Entertainment

## 楽曲
- エンディング：クレイジーケンバンド「12月17日」
- 挿入歌：クレイジーケンバンド「黒い傷跡のブルース」「ハマのアンバサダー」

## 備考
「他メディアを映画化する場合、原作の内容を読み違えることなく深く知る必要がある」と考える三池は、映画化の話が決まると即PS2本体を購入。難易度イージーではあるが、不慣れなゲームを3日3晩かけて寝ずにクリアし、内容を咀嚼したという。

## 龍が如く 〜序章〜
『龍が如く 〜序章〜』（りゅうがごとく じょしょう、英題：Like a Dragon: Prologue）は、『龍が如く』のプロモーションの一環として、同じく三池崇史を総合監督に据え実写映像化した作品。2006年3月24日にDVDで発売された。
『龍が如く』の本筋を描いた劇場版とは異なり、桐生一馬の青春時代に焦点を当てて描かれている。

### キャスト
- 桐生一馬 - 船木誠勝
- 錦山彰 - 大沢樹生
- 澤村由美 - 前田綾花
- 東城会直系堂島組組長 堂島宗兵 - 曽根晴美
- 東城会系風間組組長 風間新太郎 - 本田博太郎

### スタッフ
- エグゼクティブプロデューサー：名越稔洋
- 総合監督 - 三池崇史
- 監督：宮坂武志
- 企画：梅村宗宏、清水健
- プロデューサー：土山勉、前田茂司
- 脚本：NAKA雅MURA
- 音楽：庄司英徳、野島健太郎
- 撮影：佐藤和人
- 照明：大坂章夫
- 録音：福田伸
- 美術：石山悠樹
- 編集：矢船陽介
- 音響効果：丹雄二
- 助監督：斎藤博士
- スタントコーディネート：辻井啓伺、玉寄兼一郎
- 刺青デザイン：彫とも
- ガンエフェクト：浅生マサヒロ、坂本朗、木村剛
- 刺青絵師：田中光司
- 制作：楽映舎
- 製作 - セガ